# بائوروسوسماریان
بائوروسوسماریان (نام علمی: Baurusuchinae) نام یک زیرخانواده از رده خزندگان است.